# St. Matthäus (Hambühl)

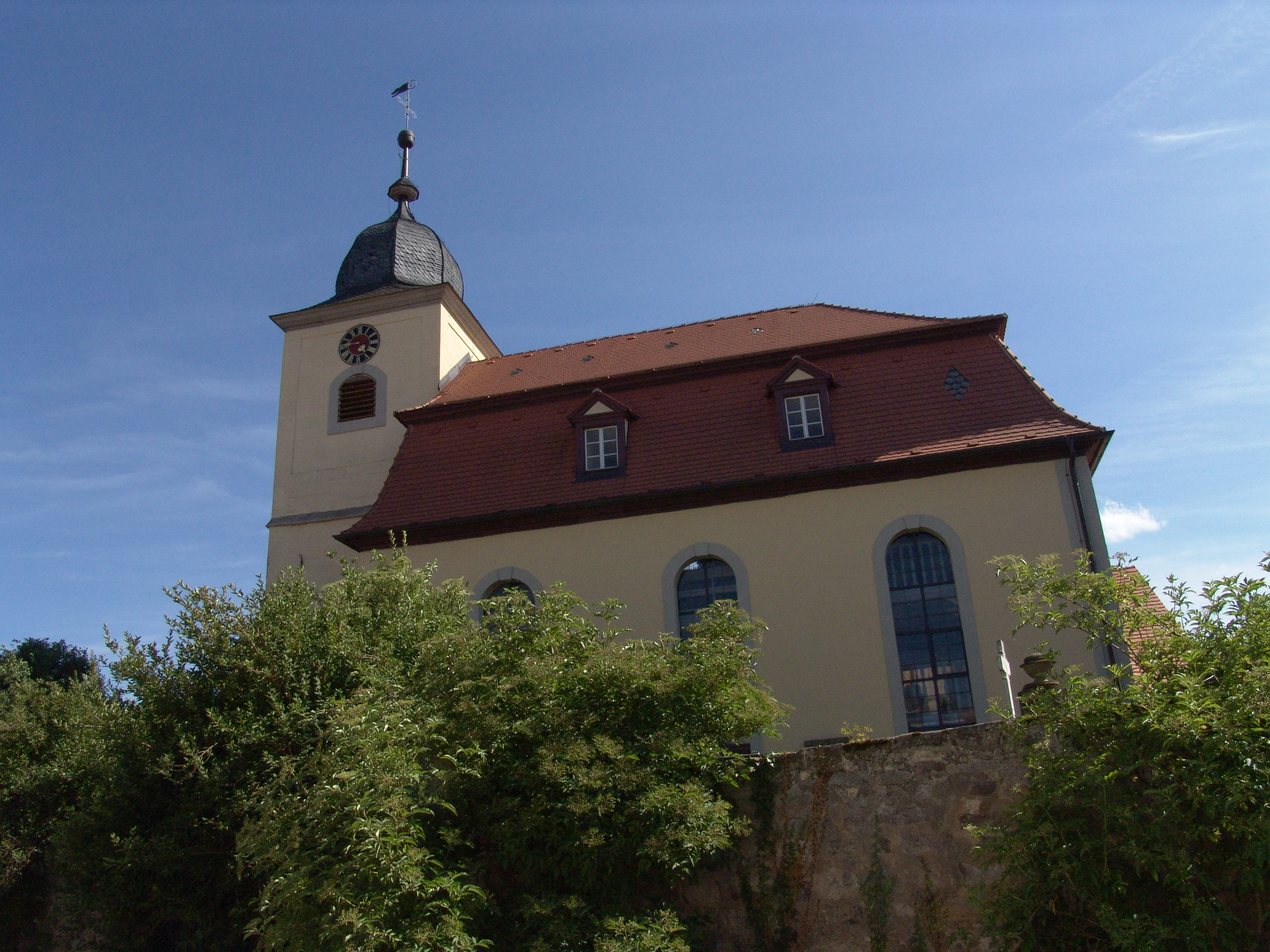
St. Matthäus (Hambühl)

Die evangelische, denkmalgeschützte Filialkirche St. Matthäus steht in Hambühl, einem Gemeindeteil des Marktes Baudenbach im Landkreis Neustadt an der Aisch-Bad Windsheim (Mittelfranken, Bayern). Das Bauwerk ist unter der Denkmalnummer D-5-75-113-13 als Baudenkmal in der Bayerischen Denkmalliste eingetragen. Die Kirchengemeinde gehört zur Pfarrei Baudenbach im Evangelisch-Lutherischen Dekanat Neustadt an der Aisch im Kirchenkreis Nürnberg der Evangelisch-Lutherischen Kirche in Bayern.

## Beschreibung
Die unteren Geschosse des dreigeschossigen Chorturms wurden am Anfang des 15. Jahrhunderts gebaut. Sein oberstes Geschoss, das die Turmuhr und den Glockenstuhl beherbergt, und die schiefergedeckte Zwiebelhaube erhielt er um 1660. An den Chorturm wurden 1758/59 das mit einem Mansardwalmdach mit je zwei Dachgauben an den Längsseiten bedeckte Langhaus aus drei Jochen nach Westen und die Sakristei unter einem Pultdach nach Norden angebaut. Der Innenraum des Chors, d. h. das Erdgeschoss des Chorturms, ist mit einem Kreuzrippengewölbe, der des Langhauses mit einem Tonnengewölbe überspannt. Der Altar wurde 1716 gebaut, die Kanzel 1693, ihr Schalldeckel erst 1760. Die Orgel wurde 1781 aufgestellt.